# Harmonique cylindrique
En mathématiques, les harmoniques cylindriques sont un ensemble de solutions linéairement indépendantes de l'équation différentielle de Laplace
{\displaystyle \nabla ^{2}V={\frac {1}{\rho }}{\frac {\partial }{\partial \rho }}\left(\rho {\frac {\partial V}{\partial \rho }}\right)+{\frac {1}{\rho ^{2}}}{\frac {\partial ^{2}V}{\partial \varphi ^{2}}}+{\frac {\partial ^{2}V}{\partial z^{2}}}=0}
exprimées en coordonnées cylindriques ρ (rayon), φ (azimut) et z (cote). Chaque fonction Vn(k) est le produit de trois termes, chacun ne dépendant que d'une coordonnée. Le terme dépendant de ρ s'exprime avec les fonctions de Bessel (qui sont parfois également appelées harmoniques cylindriques).

## Définition
Chaque fonction Vn(k) s'exprime comme le produit de trois fonctions :
{\displaystyle V_{n}(k;\rho ,\varphi ,z)=\mathrm {P} _{n}(k,\rho )\Phi _{n}(\varphi )Z(k,z)\,}
avec (ρ, φ, z) les coordonnées cylindriques, et n et k sont des constantes qui distinguent les membres de l'ensemble. Comme résultat du principe de superposition appliqué de l'équation de Laplace, des solutions générales à l'équation de Laplace peuvent être obtenus par combinaisons linéaires de ces fonctions.
Comme toutes les surfaces pour ρ, φ ou z sont coniques, l'équation de Laplace est séparable en coordonnées cylindriques. Par la technique de séparation des variables, une solution séparée de l'équation de Laplace peut s'écrire :
{\displaystyle V=\mathrm {P} (\rho )\,\Phi (\varphi )\,Z(z)}
et en divisant l'équation de Laplace par V, elle se simplifie en :
{\displaystyle {\frac {\ddot {\mathrm {P} }}{\mathrm {P} }}+{\frac {1}{\rho }}\,{\frac {\dot {\mathrm {P} }}{\mathrm {P} }}+{\frac {1}{\rho ^{2}}}\,{\frac {\ddot {\Phi }}{\Phi }}+{\frac {\ddot {Z}}{Z}}=0}
Le terme en Z ne dépend que de z et doit donc être égal à une constante :
{\displaystyle {\frac {\ddot {Z}}{Z}}=k^{2}}
où k est, en général, un nombre complexe. Pour une valeur de k donnée, Z a deux solutions linéairement indépendantes.
- si k est réel, on peut écrire :

{\displaystyle Z(k,z)=\cosh(kz)\ \mathrm {ou} \ \sinh(kz)\,}
ou, selon son comportement à l'infini :
{\displaystyle Z(k,z)={\rm {e}}^{kz}\ \mathrm {ou} \ {\rm {e}}^{-kz}\,}
- si k est imaginaire :

{\displaystyle Z(k,z)=\cos(|k|z)\ \mathrm {ou} \ \sin(|k|z)\,}
ou :
{\displaystyle Z(k,z)={\rm {e}}^{{\rm {i}}|k|z}\ \mathrm {ou} \ {\rm {e}}^{-{\rm {i}}|k|z}\,}
On peut remarquer que les fonctions Z(k,z) sont les noyaux de la transformation de Fourier ou de la transformation de Laplace de la fonction Z(z) et ainsi, k peut être une variable discrète pour des conditions de bord périodiques, ou une variable continue pour des conditions de bord non périodiques.
On remplace k2 pour {\displaystyle {\ddot {Z}}/Z}, on a maintenant :
{\displaystyle {\frac {\ddot {\mathrm {P} }}{\mathrm {P} }}+{\frac {1}{\rho }}\,{\frac {\dot {\mathrm {P} }}{\mathrm {P} }}+{\frac {1}{\rho ^{2}}}{\frac {\ddot {\Phi }}{\Phi }}+k^{2}=0}
En multipliant par ρ2, on peut séparer les fonctions P et Φ et introduire une nouvelle constante n pour des raisons similaires à k pour le terme dépendant de φ :
{\displaystyle {\frac {\ddot {\Phi }}{\Phi }}=-n^{2}}
{\displaystyle \rho ^{2}{\frac {\ddot {\mathrm {P} }}{\mathrm {P} }}+\rho {\frac {\dot {\mathrm {P} }}{\mathrm {P} }}+k^{2}\rho ^{2}=n^{2}}
Comme φ est périodique, on peut prendre n positif et ainsi, on notera les solutions Φ(φ) avec des indices. Les solutions réelles pour Φ(φ) sont
{\displaystyle \Phi _{n}=\cos(n\varphi )\ \mathrm {ou} \ \sin(n\varphi )}
ou, de façon équivalente :
{\displaystyle \Phi _{n}={\rm {e}}^{{\rm {i}}n\varphi }\ \mathrm {ou} \ {\rm {e}}^{-{\rm {i}}n\varphi }}
Il reste le terme P(ρ), qui suit l'équation de Bessel.
- si k est nul mais pas n, les solutions sont:
{\displaystyle \mathrm {P} _{n}(0,\rho )=\rho ^{n}\ \mathrm {ou} \ \rho ^{-n}\,}
- si k et n sont tous deux nuls, les solutions sont :
{\displaystyle \mathrm {P} _{0}(0,\rho )=\ln \rho \ \mathrm {ou} \ 1\,}
- si k est un nombre réel, on peut écrire une solution réelle sous la forme :
{\displaystyle \mathrm {P} _{n}(k,\rho )=J_{n}(k\rho )\ \mathrm {ou} \ Y_{n}(k\rho )\,}

avec Jn(z) et Yn(z), des fonctions de Bessel ordinaires.
- si k est un nombre imaginaire, on peut écrire une solution réelle sous la forme :
{\displaystyle \mathrm {P} _{n}(k,\rho )=I_{n}(|k|\rho )\ \mathrm {ou} \ K_{n}(|k|\rho )\,}

avec In(z) et Kn(z), des fonctions de Bessel modifiées.
Les harmoniques cylindriques pour (k,n) sont donc le produit de ces solutions et la solution générale à l'équation de Laplace est une combinaison linéaire de celles-ci :
{\displaystyle V(\rho ,\varphi ,z)=\sum _{n}\int \mathrm {d} k\,\,A_{n}(k)\mathrm {P} _{n}(k,\rho )\Phi _{n}(\varphi )Z(k,z)\,}
où les An(k) sont des constantes dépendant de la forme cylindrique et des limites de la somme et de l'intégrale, données par les conditions au bord du problème. Certains cas de conditions au bord permettent de remplacer l'intégrale par une somme discrète. L'orthogonalité des Jn(x) est souvent utile pour trouver la solution dans un cas précis. Les fonctions Φn(φ) Z(k,z) sont essentiellement des développements de Fourier ou de Laplace, et forment un ensemble de fonctions orthogonales. Pour le cas Pn(kρ) = Jn(kρ), l'orthogonalité des Jn, avec les relations d'orthogonalité de Φn(φ) et Z(k,z) permettent de déterminer les constantes.
En notant {xk} les zéros positifs de Jn, on a:
{\displaystyle \int _{0}^{1}J_{n}(x_{k}\rho )J_{n}(x_{k}'\rho )\rho \,\mathrm {d} \rho ={\frac {1}{2}}J_{n+1}(x_{k})^{2}\delta _{kk'}}
Dans la résolution de problème, l'espace peut être divisé en un nombre fini de sous-espaces, tant que les valeurs du potentiel et de sa dérivée correspondent le long d'une frontière sans source.

### Exemple: Point source dans un tube cylindrique conducteur
On cherche à déterminer le potentiel d'une source ponctuelle localisée en (ρ0,φ0, z0) dans un tube cylindrique conducteur (comme une boîte de conserve vide) borné par les deux plans z = ±L et sur les bords par le cylindre ρ = a. (En unités MKS, on supposera q/4πε0 = 1). Comme le potentiel est borné par les plans sur l'axe z, la fonction Z(k,z) peut être supposée périodique. Le potentiel doit être nul à l'origine, on prend Pn(kρ) = Jn(kρ), tel que l'un de ses zéros soit sur le cylindre limitant. Pour un point de mesure sous le point source sur l'axe z, le potentiel sera :
{\displaystyle V(\rho ,\varphi ,z)=\sum _{n=0}^{\infty }\sum _{r=0}^{\infty }\,A_{nr}J_{n}(k_{nr}\rho )\cos(n(\varphi -\varphi _{0}))\sinh(k_{nr}(L+z))\,\,\,\,\,z\leq z_{0}}
avec knra, le re zéro de Jn(z) et, par les relations d'orthogonalité pour chaque fonction :
{\displaystyle A_{nr}={\frac {4(2-\delta _{n0})}{a^{2}}}\,\,{\frac {\sinh k_{nr}(L-z_{0})}{\sinh 2k_{nr}L}}\,\,{\frac {J_{n}(k_{nr}\rho _{0})}{k_{nr}[J_{n+1}(k_{nr}a)]^{2}}}\,}
Au-dessus du point source, on aura :
{\displaystyle V(\rho ,\varphi ,z)=\sum _{n=0}^{\infty }\sum _{r=0}^{\infty }\,A_{nr}J_{n}(k_{nr}\rho )\cos(n(\varphi -\varphi _{0}))\sinh(k_{nr}(L-z))\,\,\,\,\,z\geq z_{0}}
{\displaystyle A_{nr}={\frac {4(2-\delta _{n0})}{a^{2}}}\,\,{\frac {\sinh k_{nr}(L+z_{0})}{\sinh 2k_{nr}L}}\,\,{\frac {J_{n}(k_{nr}\rho _{0})}{k_{nr}[J_{n+1}(k_{nr}a)]^{2}}}.\,}
On retrouve bien que pour ρ = a ou |z| = L, la fonction s'annule. On peut aussi vérifier que les valeurs des deux solutions et de leurs dérivées coïncident pour z = z0.

#### Point source dans un tube cylindrique conducteur infini
On supprime les conditions de bord en z (L → ∞). La solution devient alors :
{\displaystyle V(\rho ,\varphi ,z)=\sum _{n=0}^{\infty }\sum _{r=0}^{\infty }\,A_{nr}J_{n}(k_{nr}\rho )\cos(n(\varphi -\varphi _{0})){\rm {e}}^{-k_{nr}|z-z_{0}|}}
{\displaystyle A_{nr}={\frac {2(2-\delta _{n0})}{a^{2}}}\,\,{\frac {J_{n}(k_{nr}\rho _{0})}{k_{nr}[J_{n+1}(k_{nr}a)]^{2}}}.\,}

#### Point source dans un espace libre
On supprime aussi les conditions de bord en ρ (a → ∞). La somme sur les zéros de Jn(z) devient une intégrale, et il vient alors le champ d'un point source dans un espace libre infini :
{\displaystyle V(\rho ,\varphi ,z)={\frac {1}{R}}=\sum _{n=0}^{\infty }\int _{0}^{\infty }A_{n}(k)J_{n}(k\rho )\cos(n(\varphi -\varphi _{0})){\rm {e}}^{-k|z-z_{0}|}\,\mathrm {d} k}
{\displaystyle A_{n}(k)=(2-\delta _{n0})J_{n}(k\rho _{0})\,}
et R est la distance du point source au point de mesure :
{\displaystyle R={\sqrt {(z-z_{0})^{2}+\rho ^{2}+\rho _{0}^{2}-2\rho \rho _{0}\cos(\varphi -\varphi _{0})}}.\,}

#### Point source dans un espace libre à l'origine
On fixe enfin ρ0 = z0 = 0. Il vient alors
{\displaystyle V(\rho ,\varphi ,z)={\frac {1}{\sqrt {\rho ^{2}+z^{2}}}}=\int _{0}^{\infty }J_{0}(k\rho ){\rm {e}}^{-k|z|}\,\mathrm {d} k.}